# ويندي ويليامز
ويندي ويليامز هنتر (بالإنجليزية: Wendy Williams)‏ (ولدت ويندي جوان ويليامز ؛ في 18 يوليو 1964) شخصية إعلامية، ممثلة ومؤلفة أميركية، ومقدمة برنامج تلفزيوني ويندي ويليامز شو.

## روابط خارجية
- ذا ويندي ويليامز شو  على الانترنت
- ويندي ويليامز شو قناة يوتيوب
- ويندي ويليامز على موقع IMDb (الإنجليزية)
- ويندي ويليامز على موقع ألو سيني (الفرنسية)
- ويندي ويليامز على موقع أول موفي (الإنجليزية)
- ويندي ويليامز على موقع قاعدة بيانات برودواي على الإنترنت (الإنجليزية)
- ويندي ويليامز على موقع قاعدة بيانات الفيلم (الإنجليزية)
- ويندي ويليامز على موقع كينوبويسك (الروسية)